# Juan Pablo Pino
Juan Pablo Pino Puello (* 30. März 1987, Cartagena) ist ein ehemaliger kolumbianischer Fußballspieler auf der Position des Stürmers. 

## Karriere
Bevor Pino im Winter 2007 zum AS Monaco wechselte, war er bereits in seinem Heimatland von 2004 bis 2006 bei Independiente Medellín auf Torejagd. In der Rückrunde der Saison 2006/07 kam Pino bei den Franzosen lediglich auf acht Spiele. Die darauffolgende Spielzeit lief für den Kolumbianer ebenfalls nicht gut und er wurde deshalb an den belgischen Klub Sporting Charleroi verliehen. Dort verletzte er sich und fehlte fast zwei Monate, deshalb kam er dort nur zu vier Einsätzen. Pino kehrte zurück nach Monaco und spielte in der Saison 2008/09 seine bislang beste Saison. Er absolvierte 23 Spiele und erzielte sechs Tore. 
Im Sommer 2010 wechselte Juan Pablo Pino zum türkischen Traditionsklub Galatasaray Istanbul. Pino wird meistens als Stürmer hinter den Spitzen oder im Flügel eingesetzt. Sein Spitzname in Kolumbien ist El Mago (dt. der Zauberer). Pino debütierte am 29. Juli 2010 in der dritten Qualifikationsrunde zur UEFA Europa League für Galatasaray Istanbul, als er in der Partie gegen OFK Belgrad für Serdar Özkan eingewechselt wurde. Sein erstes Pflichtspieltor erzielte er am 30. Oktober 2010 gegen Antalyaspor.
Die Saison 2011/12 spielte Pino auf Leihbasis bei al-Nasr FC. Hier etablierte er sich auf Anhieb und erzielte in der Hinrunde in 13 Ligabegegnungen fünf Treffer. Während eines Einkaufszentrumaufenthalts wurde er von der lokalen Polizei festgenommen. Grund war ein Jesustattoo, welches er offen zur Schau gestellt haben soll. Daraufhin löste er seinen Vertrag auf und kehrte zu Galatasaray zurück. Zur Saison 2012/13 wurde sein Wechsel zum südtürkischen Erstligisten Mersin İdman Yurdu bekanntgegeben. Nach Vereinsangaben fiel er dem Trainerstab im Saisonvorbereitungscamp durch seine Einsatzschwäche negativ auf. So wurde sein Vertrag bereits nach etwa zwei Wochen im gegenseitigen Einvernehmen wieder aufgelöst. Pino einigte sich mit dem griechischen Rekordmeister Olympiakos Piräus auf einen im Januar 2013 beginnenden Vertrag für die Saisonrückrunde. Sein Debüt gab er mit zwei Torvorlagen im Spiel gegen den Veria FC. Pino wechselte im Sommer 2013 zum Heimatklub Independiente Medellín. Im Sommer 2014 unterschrieb er einen Vertrag SC Bastia, den er aber zur Winterpause wieder auflöste. Pino spielte für SC Bastia insgesamt vier Ligabegegnungen.